# Muimne
Muimne (ir. Muimhne) – legendarny zwierzchni król Irlandii z dwoma rodzonymi braćmi Luignem (ir. Luighne) i Laignem (ir. Laighne) w latach 1002–999 p.n.e. Syn zwierzchniego króla Irlandii Eremona i jego pierwszej żony Odby.
Według irlandzkich średniowiecznych legend i tradycji historycznej, Muimne wraz z braćmi był zwierzchnim królem Irlandii po śmierci ojca. Bracia mieli panować wspólnie przez trzy lata, do czasu, gdy Muimne zmarł na plagę w Cruachain. Zaś Luigne i Laigne zostali zabici przez swych braci stryjecznych Era, Orbę, Ferona i Fergnę, synów Emera Finna, w bitwie pod Ard Ladhron. Muimne wraz z rodzonymi braćmi nie pozostawił po sobie żadnych spadkobierców. Miał tylko brata przyrodniego Iriala Faida, przyszłego zwierzchniego króla Irlandii. Lebor Gabála Érenn zsynchronizowało ich panowanie do ostatniego roku Mithraeusa i pierwszych dwóch lat Tautanesa, królów Asyrii (1192–1189 p.n.e. według Kroniki Euzebiusza z Cezarei).